# Aovere
Aovere (Duits: Aofer) is een plaats in de Estlandse gemeente Tartu vald, provincie Tartumaa. De plaats heeft de status van dorp (Estisch: küla). Ze is een belangrijk knooppunt in het Estische wegennet.

## Bevolking
De ontwikkeling van het aantal inwoners blijkt uit het volgende staatje:
| Jaar            | 2000 | 2011 | 2017 | 2019 | 2020 | 2021 |
| --------------- | ---- | ---- | ---- | ---- | ---- | ---- |
| Aantal inwoners | 50   | 96   | 88   | 89   | 90   | 98   |

## Ligging
Aovere ligt ongeveer 4 km ten noordoosten van Kõrveküla, de hoofdplaats van de gemeente. De Põhimaantee 3, de hoofdweg van Jõhvi via Tartu en Valga naar de grens met Letland, loopt langs Aovere. Twee belangrijke secundaire wegen takken in Aovere van de hoofdweg af: de Tugimaantee 43 van Aovere via Kallaste naar Kasepää en de Tugimaantee 44 van Aovere naar Luunja.

## Geschiedenis
Het Baltisches historisches Ortslexikon identificeert de plaats Hawer, die in de jaren tachtig van de 16e eeuw voor het eerst werd genoemd, met het buurdorp Haava, maar het Dictionary of Estonian Place names betoogt dat de gegevens beter passen bij Aovere. De plaats heette in 1627 Hahafehr, in 1925 Auvere of Aavere en in 1938 Auvere. Ze was tot 1919 het centrum van een veehouderij (Estisch: karjamõis) op het landgoed van Vesneri.
Een alternatieve naam voor Aovere was Kilgi. Die naam is afgeleid van de herberg Kilk (‘huiskrekel’), die in de 18e eeuw in het dorp stond.